# 莫內計劃

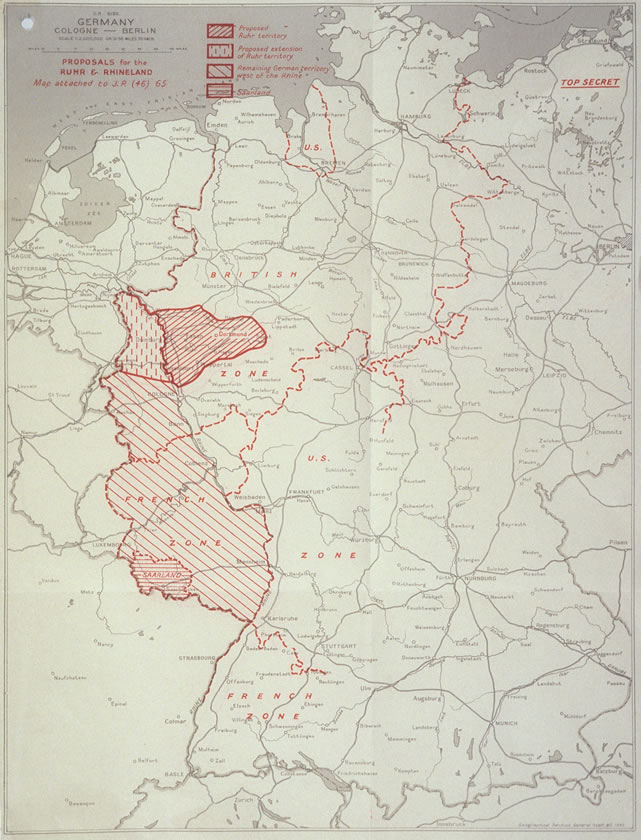
莫內計劃地圖

莫內計劃（Monnet Plan）是第二次世界大戰之後法國政治家讓·莫內提出的一個計劃。計劃內容是將德國的主要煤炭和鋼鐵產地魯爾區和薩爾蘭交由法國支配，並讓法國利用這些地區的資源，使法國的工業生產達到戰前150%的水準。英美最初对法國的行動表示默許，但1946年後美國開始反對將魯爾區自德國分出。雖說如此，在歐洲煤鋼共同體成立之後，法國仍然可以合法利用魯爾區的煤礦。